# 元仲景
元 仲景（げん ちゅうけい、生年不詳 - 541年）は、北魏・西魏の皇族。順陽王。

## 経歴
西河王元太興の子として生まれた。孝荘帝のとき、御史中尉をつとめ、仲景の処断によって洛陽は粛然とした。宮廷に向かうたびに、赤牛の牛車に乗っていたため、当時の人は「赤牛中尉」と呼んだ。532年（太昌元年）、河南尹となった。9月、驃騎大将軍・儀同三司の位を受けた。当時、吏部尚書の樊子鵠の部下が勝手気ままにふるまい、盗みなどを働いていたが、仲景はかれらを全て逮捕して、即座に判決を執行したので、権力者たちに恐れられた。534年（永熙3年）、孝武帝が関中に向かうと、仲景は中軍大都督に任じられて、洛陽にとどまった。高歓が洛陽に到着すると、仲景は妻子を捨てて関中に逃亡した。長安に到着すると、尚書右僕射に任じられ、順陽王に封じられた。
仲景はかつて爾朱天光の妻だった也列氏を後妻に迎えた。数年後、前妻の叔袁紇氏が洛陽から間道を通って脱出してきた。仲景は叔袁紇氏と復縁して、也列氏は別宅に移された。しかし仲景は也列氏とひそかに姦通していた。事が露見して仲景は也列氏を殺すよう命じられた。仲景はひとりの婢を殺してその遺体を也列氏の代わりに厚葬した。也列氏は秘密の場所に移されて匿われた。仲景は也列氏がまだ生きていることが妻子に漏れるのを恐れ、叔袁紇氏を謀殺しようと図った。叔袁紇氏は先に察知して、也列氏を殺害しようとした。也列氏は奴を派遣して丞相の宇文泰に事の次第を密告させた。宇文泰が上奏すると、仲景には笞罰100を加えられ、右僕射から罷免されて、王のまま邸に謹慎させられた。也列氏は自ら告発した情状を酌量されて追放に処された。仲景がなおも私通していることを告発されて、さらに笞罰100を加えられ、官爵を全て剥奪された。後に宇文泰は仲景のかつての名声を思って、官爵をもどすよう上奏した。也列氏と叔袁紇氏は同居するようになった。539年（大統5年）、仲景は豳州刺史に任じられた。541年（大統7年）2月、反乱の罪で処刑された。

## 妻子

### 妻
- 叔袁紇氏
- 也列氏（もと妓女、爾朱天光の妻）

### 子
- 元済
- 元鍾
- 元奉

## 伝記資料
- 『魏書』巻19上 列伝第7上
- 『北史』巻17 列伝第5